# Eggebyholm

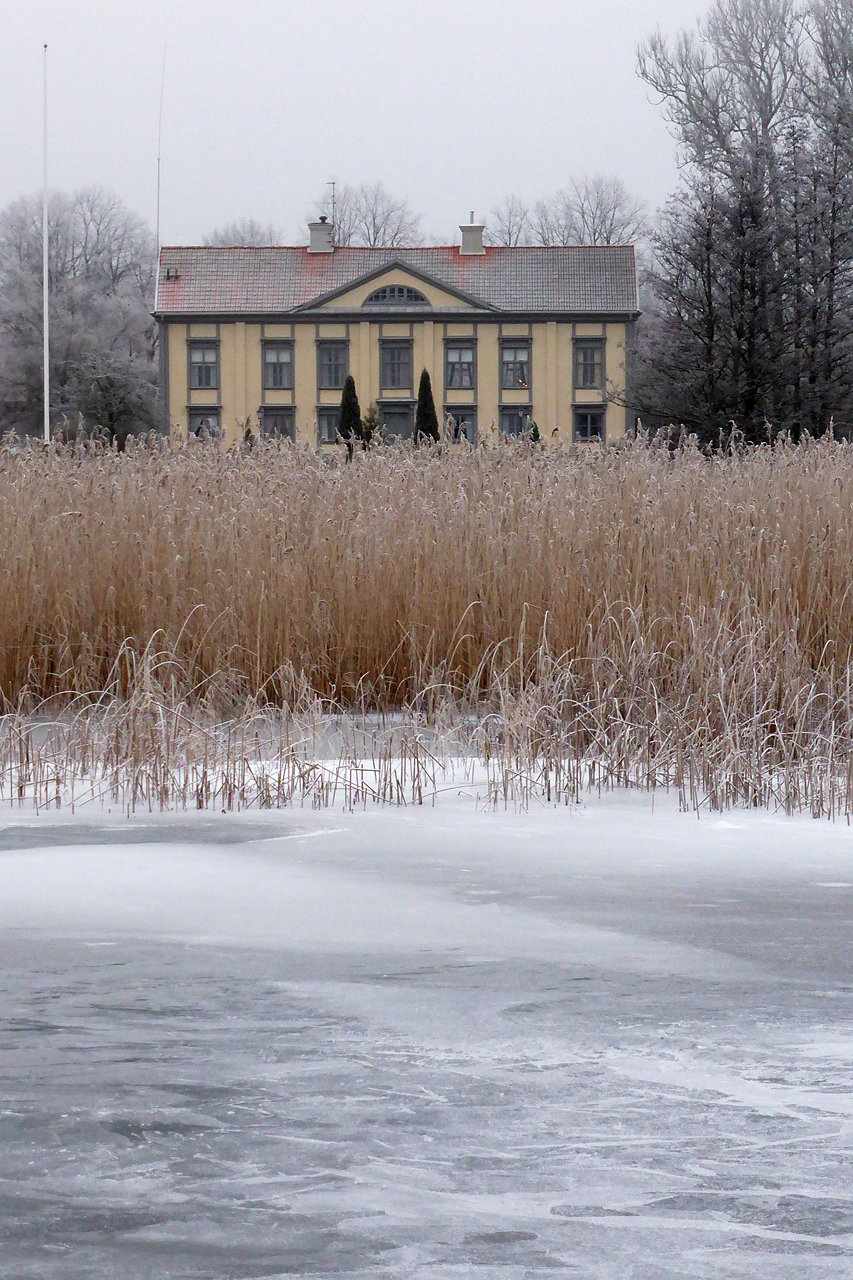
Eggebyholms gård. Bild tagen från sjön Valloxen.

Eggebyholms gård är ett säteri från år 1650 i Östuna socken och Knivsta kommun, Uppland, uppfört av adelsätten Svinhufvud. 
Eggeby by bestod vid mitten av 1600-talet av sex gårdar. Två av dessa inlades av Claes Fredrik Tott omkring 1670 i ett säteri och sedan ytterligare hemman förvärvats bildades egendomen Eggebyholm. Från 1600-talets senare del härrör sannolikt bottenvåningen i den nuvarande huvudbyggnaden, som har en ålderdomlig planform med genomgående smal förstuga. På 1830-talet tillkom övervåningen samtidigt som huset erhöll sin nuvarande ljusa så kallade Uppsalapanel. Framför huset står en mindre, timrad bod från 1700-talet och från senare delen av samma århundrade är troligen också flygelbyggnaden. 
Nere vid vattnet ligger gårdens smedja, en stor gråstensbyggnad från slutet av 1700-talet. De faluröda ekonomibyggnaderna med vita snickeridetaljer i gavlarna är uppförda omkring 1900.
Strax norr om gården ligger Lilla Eggeby som tidigare brukats som egen gård och torde ha utgjort det frälsehemman som återstod sedan egendomen Eggebyholm bildats. Av bebyggelsen återstår i dag bostadshuset, en låg, ålderdomlig parstuga.
Gården ligger vid sjön Valloxens norra ända. År 1685 var den uppdelad mellan släkterna Björnklou, Rosenstjerna, Svinhufvud och Toll. Omkring 1740 tillhörde den Toll, 1772 Grundelstjerna och 1849 kapten Nisbeth.
Med stort antal hektar, vattenmark samt skog, bedrivs både jakt och skogsförvaltning.
Ägare genom tiderna
Eggebyholms säteri uppdelades till del av Björnklou, Rosenstjerna och Svinhufvud från dess det grundlades år 1685. På 1700-talets andra hälft ägdes det av familjen Toll som via giftermål sedan skänkte gården till Grundelstjerna. Godset låg sedan i Grundelstjernas ägor fram till år 1849 då familjen Nisbeth köpte gården. På 1900-talet var gården återigen till salu och köptes då av greve Von Essen, ägare av Skoklosters slott. Under mitten av 1900-talet såldes gården till K G Andersson som fram till dagens datum fortfarande äger godset.
Mark och ägor
Vid 1700-talets senare del förvaltade Eggebyholms säteri nära 2000 hektar skog, åker och vattenmark. Detta kom senare till att styckas av under årens gång.